# Санматенга
Санматенга (фр. Sanmatenga) — одна з 45 провінцій Буркіна-Фасо. Входить до складу Північно-Центральній області. Адміністративний центр провінції — місто Кая. Площа провінції становить 9281 км².

## Населення
За даними на 2013 рік чисельність населення провінції становила 729555 осіб.
Динаміка чисельності населення провінції по роках:
| 1996   | 1997   | 2005   | 2006   | 2013   |
| ------ | ------ | ------ | ------ | ------ |
| 464032 | 460684 | 585365 | 598232 | 729555 |

## Адміністративний поділ
В адміністративному відношенні поділяється на 11 департаментів:
- Барсалого
- Бусума
- Дабло
- Кая
- Корсіморо
- Мане
- Намісігіма
- Пенса
- Пібаоре
- Пісіла
- Зіга